# Erysimum popovii
Erysimum popovii là một loài thực vật có hoa trong họ Cải. Loài này được Rothm. mô tả khoa học đầu tiên năm 1940.